# Pardubice-Staré Město
Pardubice-Staré Město jsou evidenční část statutárního města Pardubice v městském obvodu Pardubice I. V roce 2009 zde bylo evidováno 124 adres. V roce 2001 zde trvale žilo 525 obyvatel.
Pardubice-Staré Město leží v katastrálním území Pardubice o výměře 19,37 km2.